# Piedirosso
Piedirosso ist eine Rotweinsorte, die wahrscheinlich schon von den Römern kultiviert wurde. Sie ist eine süditalienische Sorte. Bei der von Plinius dem Älteren erwähnten columbina purpurea scheint es sich um die aktuelle Piedirosso zu handeln. Der Name bedeutet Rotfuß und leitet sich vom roten Holz des Rebstock-Stammes ab. 

## Verbreitung
Die Sorte ist in der italienischen Region Kampanien verbreitet und dort in den Provinzen Avellino, Benevento, Caserta, Neapel, Salerno sowie in der apulischen Metropolitanstadt Bari zugelassen. Sie ist in den Rotweinen der DOC-Appellationen Falerno del Massico, Campi Flegrei, Capri, Ischia und Vesuvio enthalten.
In der Provinz Salerno unterscheiden die Winzer noch in 3 Varianten, den piedepalumbo selvatico, den piede di Columbo gentile sowie den mangiaguerra (auch piedecolombo gentile genannt). 2010 gab es in Italien 699 Hektar Rebfläche.
Siehe auch den Artikel Weinbau in Italien.

## Synonyme
Synonyme: 19: Palombina, Palombina Nera, Palumbina, Palumbina Nera, Palumbo, Palummina, Pede Palumbo, Per'e Palummo, Perepalummo, Pererusso, Piede Colombo, Piede di Colombo, Piede di Columbo Gentile, Piede di Palumbo, Piedepalumbo, Piedepalummo, Senese Rosso, Streppa Verde, Strepparossa.